# 三观不正
三观不正為2007年8月中華人民共和國教育部公布的171个汉语新词之一。“三观”一詞及概念由时任中共中央总书记胡锦涛首提，强调要樹立正當的「事业观、工作观、政绩观」新三觀，要達成反腐新成效並取信于民。新三觀是根據先前的「世界观、人生观、价值观」（老三观）衍化而來。其概念內涵為加强领导干部「党性修养、树立和弘扬优良作风」。現任中共中央總書記习近平同樣也以三觀要牢固树立要求中國共產黨黨員。
所謂的「社会主义核心价值体系建设与马克思主义‘三观’教育」也延伸到思想教育，作為提升素质及文化建设的思想理論基礎。
三观不正在中华人民共和国互联网因小說及網路論壇的使用而流行。如「毁三观」一詞在中國2012年下半年成為网络新鲜词，於2012年10月到达顶峰，形容一件事情极端颠覆自己的价值观和世界观，或是对传统事物既定的觀念、认识、观点、看法的改變。例如2020年4月，台灣藝人羅志祥遭前女友周揚青公開指控私生活不檢，周即稱羅的種種行為「顛覆我三觀」。近年中國大陸up主常用此詞指罵劇情不合理的影視作品（意指劇情的不合理顛覆了「三觀」）。